# (11316) Fuchitatsuo
(11316) Fuchitatsuo est un astéroïde de la ceinture principale.

## Description
(11316) Fuchitatsuo est un astéroïde de la ceinture principale. Il fut découvert le 5 octobre 1994 à Kitami par Kin Endate et Kazuro Watanabe. Il présente une orbite caractérisée par un demi-grand axe de 2,39 UA, une excentricité de 0,23 et une inclinaison de 3,2° par rapport à l'écliptique.

## Compléments